# Scala G
La Scala G nel modellismo ferroviario, chiamato anche fermodellismo, indica tutti i treni modello che circolano su un binario con scartamento di 45mm con rotaie di sezione grande alte fino a 8,5mm, classificate codice 330 cioè 330 millesimi di pollice, adatti anche all'uso all'aperto.
È conosciuta anche col nome di LGB, dal nome della ditta che l'ha inventata nel 1968, la Lehman Patentwerk, col marchio Lehmann Gross Bahn (grande ferrovia Lehmann).
In origine è stata progettata per essere robusta, anche a scapito della precisione dei dettagli e adatta ai bambini e utilizzabile anche in casa. Anche i treni generalmente possono funzionare in condizioni difficili come la pioggia o la neve. Il raggio di curvatura minimo per molti modelli è di solo 0,6m.

## Scale di riduzione utilizzate
La scala di riduzione originale usata dal Lehmann è di 1:22,5, corrispondente alla norma 2m cioè scala 2 per scartamento di 1.000 mm. Serve a riprodurre treni reali con lo scartamento di 1.000 mm. La LGB non la utilizza in maniera rigida: i suoi modelli riproducono anche treni a scartamento ridotto di altre misure (600 mm, 760 mm o 914 mm) e ordinario (1.435 mm).
Altre scale utilizzate sono: 
- 1:32 per lo scartamento standard,
- 1:20,3 chiamata anche Fn3, per lo scartamento di 914mm.
- 1:13,7 per lo scartamento di 0,6m tipico delle ferrovie provvisorie da miniera o cantiere. Viene chiamata scala 7/8, cioè 7/8 di pollice per piede.

.Risulta quindi più corretto parlare di "Binario G" invece che di "Scartamento G" o di "Scala G".perché in realtà sul binario di dimensione G possono transitare treni di scale diverse, che abbiano però in comune, una volta ridotti in scala, lo scartamento di questa dimensione.

### Eccezioni allo scartamento di 45mm
- 32mm - Chiamata SM32, scala 1:19, rappresenta ferrovie a scartamento di 2piedi=0,61m o 0,6m. Diffusa nel Regno Unito. Ha il vantaggio di poter usare meccaniche della scala 0, dello stesso scartamento.
- 16,5mm - Chiamata Gn15, scala 1:22,5 rappresenta ferrovie con scartamento di 15pollici=0,381m. Usa binari e parti meccaniche della scala H0. Utile per creare impianti in spazi ridotti.

## Produzione commerciale
Oltre a LGB esistono altri produttori che si differenziano per scala di riduzione, precisione dei dettagli, robustezza meccanica e altro. Alcuni modelli sono dei giocattoli altri sono riproduzioni fedeli che devono essere usate con attenzione. 

### Alcuni marchi
- LGB
- Playmobil: giocattoli radiocomandati a batteria con rotaie in plastica
- LEGO: giocattoli radiocomandati a batteria con rotaie in plastica
- USA Trains
- Bachmann
- Hartland Locomotive Works: in scala 1:20,3
- Brawa
- Piko: modelli in scala 1:27 1:22.5
- Wrightway Rolling Stock
- Accucraft
- Aristo-Craft
- Aster
- Märklin "MAXI" treni in scala 1 cioè 1:32 circolanti su rotaie più leggere
- MTH Rail-King

## Sistemi di energia
Di norma in commercio si trovano treni elettrici con alimentazione via rotaie e regolazione analogica o digitale.

### Alimentazione elettrica
- Tramite le rotaie: controllo tramite sistemi analogici, aumentando o diminuendo la tensione di alimentazione, o con segnali digitali inviati, attraverso le rotaie o via telecomando, a un ricevitore a bordo della locomotiva.
- Accumulatore elettrico a bordo del treno: regolazione tramite telecomando.
- Via linea aerea: come i treni elettrici reali e con controllo identico all'alimentazione via rotaie.

### Vapore vivo
Locomotive funzionanti a vapore. Possono essere controllate direttamente tramite rubinetti e leve presenti in cabina o tramite radiocomando.  

### Altri sistemi
- Motore e combustione interna montati a bordo, accoppiato a un generatore elettrico per alimentare i motori elettrici, la regolazione si fa con un telecomando.
- Motori a molla: usati nel passato e ora desueti.

## Posa e tipi di binari
I binari possono essere rigidi in sezioni dritte o curve, oppure flessibili.
Quelli rigidi possono essere montati direttamente sul pavimento di una stanza o sul suolo esterno. 
Quelli flessibili richiedono preparazione del terreno, fissaggio rigido e taglio delle rotaie.
I due tipi possono integrarsi nello stesso impianto: gli scambi sono sempre rigidi e possono essere contigui ai flessibili.